# Gliese 317 b

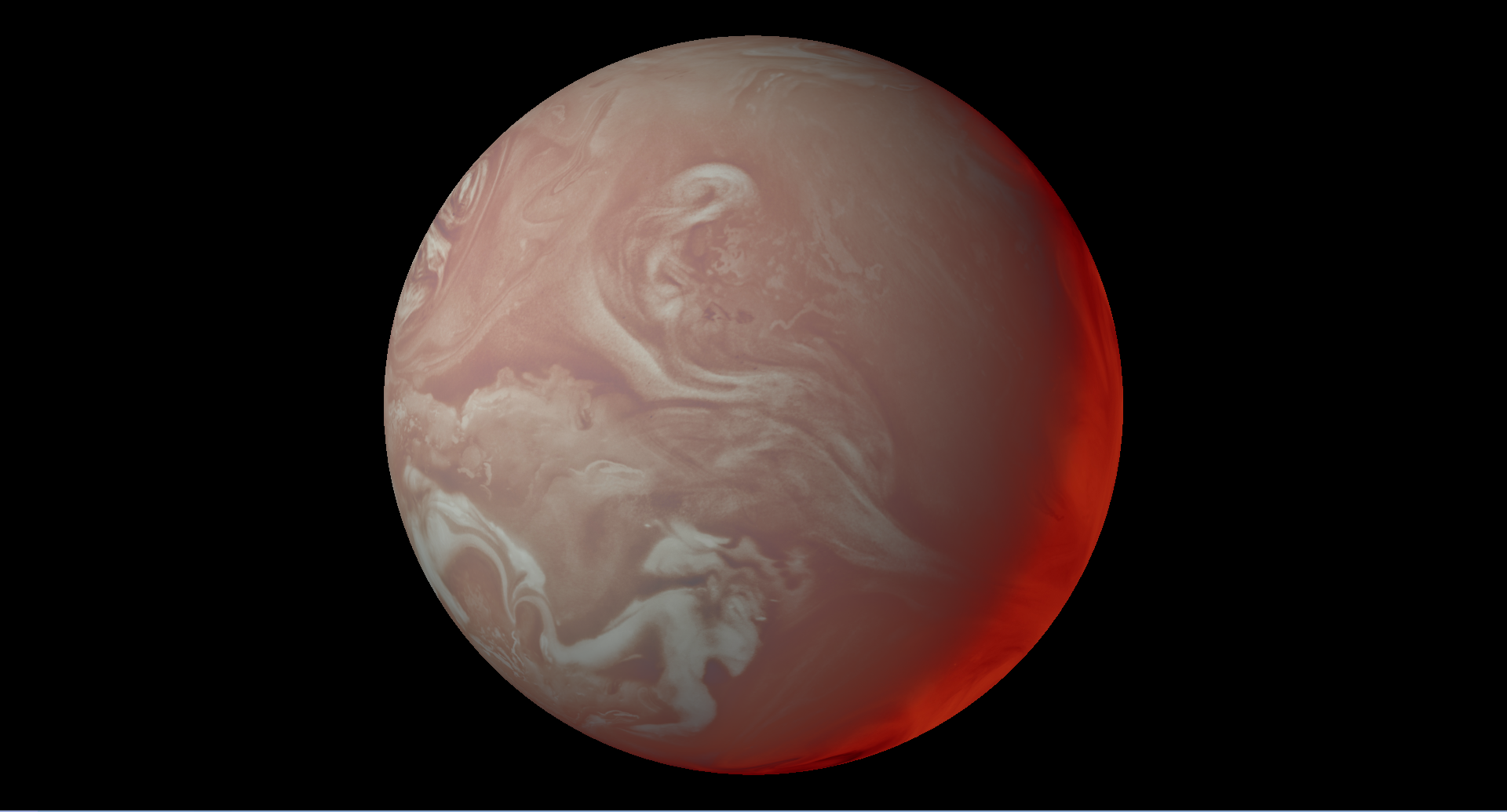
Une géante gazeuse Sudarsky de classe V rendue dans le programme Celestia, version 1.7.0.

Gliese 317 b est une planète extrasolaire en orbite autour de l'étoile Gliese 317, une naine rouge située à environ 50 années-lumière de la Terre dans la constellation de la Boussole.

## Découverte
La découverte de Gliese 317 b a été annoncée en juillet 2007.

## Caractéristiques
Gliese 317 b est une planète géante gazeuse dont la masse serait environ 20 % supérieure à celle de Jupiter.
Elle orbite à proximité de son étoile, le demi-grand axe de son orbite, d'environ 0,95 UA, étant similaire de celui de l'orbite héliocentrique de la Terre.